# Evangeli àrab de la infància
L'Evangeli àrab de la infància és un dels evangelis apòcrifs més tardans. Segurament és anterior al segle v i va ser escrit en llengua siríaca, però durant molt de temps només va ser conegut en la seva redacció en àrab. També s'anomena Evangeli àrab del Pseudo-Joan. El manuscrit es conserva a la Biblioteca Ambrosiana de Milà.

## Contingut
En aquest text es recullen elements agafats d'altres evangelis, especialment del Protoevangeli de Jaume i de l'Evangeli del Pseudo-Tomàs. Cita amb freqüència l'Evangeli de Joan, i per això va rebre també el nom de Pseudo-Joan. Té parts originals, sobretot els capítols de l'11 al 41.
Crida l'atenció una anècdota que explica que el nen Jesús, encara al bressol, revela a la seva mare la seva identitat divina i el seu destí:
| «      | Jo sóc Jesús, el fill de Déu, el Logos, a qui tu has donat a llum, com l'àngel Gabriel t'havia anunciat. El meu Pere m'ha enviat per a la salvació del món | » |
| — I, 2 | |   |

La Verge Maria té també un paper protagonista: realitza diversos miracles mitjançant els bolquers de Jesús i l'aigua que ha fet servir per banyar-lo. En molts capítols apareixen personatges que formen part del evangelis canònics, com ara els dos lladres, Dimas i Gestas, crucificats amb Jesús, Tomàs el bessó, Judes Iscariot, Simó el cananeu, i d'altres.
Segons aquest evangeli el nen Jesús és de vegades un nen entremaliat que es diverteix amb els seus poders: en una ocasió va entrar al taller d'un tintorer i va tenyir de morat totes les teles, amb gran sorpresa de l'amo. Llavors, veient el desconsol del tintorer, desfà l'entremaliadura i treu de cada tina la roba amb el color que li indica l'amo del taller. Alguns nens li tenen por i ell se sent a gust amb altres que l'anomenen rei, un joc infantil on se li dona el reconeixement al que aspirarà en la seva edat adulta.

## Característiques de l'obra
L'estudiós belga Paul Peeters explica així les característiques de l'obra: "Va existir un llibre original, potser anterior al segle V on es narraven de forma esquemàtica alguns episodis de la infància de Jesús després de tornar d'Egipte, en un to novel·lístic i llegendari. Aquesta obra devia ser la font de les redaccions siríaca, graga, llatina, georgiana i eslava del Pseudo-Tomàs. Posteriorment es va enllaçar amb el Protoevangeli de Jaume per a confeccionar una història completa dels primers anys de la vida de Jesús". El text siríac original va ser posteriorment traduït a l'àrab.